# Овчје
Овчје (слч. Ovčie) насељено је мјесто са административним статусом сеоске општине (слч. obec) у округу Прешов, у Прешовском крају, Словачка Република.

## Становништво
| Година:    | 1994. | 2004.   | 2014.   | 2024.   |
| ---------- | ----- | ------- | ------- | ------- |
| Број људи: | 632   | 678     | 670     | 679     |
| Разлика:   |       | +7,27 % | -1,17 % | +1,34 % |

| Година:    | 2023. | 2024.   |
| ---------- | ----- | ------- |
| Број људи: | 676   | 679     |
| Разлика:   |       | +0,44 % |

Према подацима о броју становника из 2024. године насеље је имало 679 становника.